# Jan Rydz
Jan Rydz – polski wojskowy, generał brygady.

## Życiorys
W 1991 roku ukończył studia w Wyższej Szkole Oficerskiej Wojsk Pancernych. Pełnił następnie służbę w 29 Pułku Zmechanizowanym i 120 Pułku Zmechanizowanym. W latach 1994–1996 był dowódcą kompanii czołgów PT-91 w 34 Brygadzie Kawalerii Pancernej.
W 1998 roku ukończył studia w Akademii Obrony Narodowej i przejął obowiązki dowódcy 1 batalionu czołgów 10 Brygadzie Kawalerii Pancernej, a od 2005 pełnił funkcję szefa sztabu brygady. W 2006 roku ukończył Podyplomowe Studia Strategiczne na Akademii Obrony Narodowej i został zastępcą dowódcy 10 Brygady Kawalerii Pancernej, a w 2008 pełnił funkcję jej dowódcy.
W latach 2010–2015 był dowódcą 9 Brygadą Kawalerii Pancernej, a w 2015–2016 dowodził 15 Giżycką Brygadą Zmechanizowaną. W 2016 został dowódcą 1 Warszawskiej Brygady Pancernej, funkcję tę pełnił do września 2018 roku. W trakcie dowodzenia tą jednostka (w marcu 2018) otrzymał nominację na stopień generała brygady. 
W latach 2018–2020 był szefem Zarządu Planowania Użycia Sił Zbrojnych i Szkolenia Sztabu Generalnego WP. Od sierpnia 2020 roku pozostawał w dyspozycji dowódcy 11 Dywizji Kawalerii Pancernej, a w styczniu 2021 odszedł z zawodowej służby wojskowej.

## Odznaczenia
- Srebrny Krzyż Zasługi[4]